# Netelia ceylonica
Netelia ceylonica là một loài tò vò trong họ Ichneumonidae.